# Mânzu
Mânzu – wieś w Rumunii, w okręgu Buzău, w gminie Cilibia. W 2011 roku liczyła 236 mieszkańców.